# Naissance en 1257
Naissance
- 1253
- 1254
- 1255
- 1256
- 1257
- 1258
- 1259
- 1260
- 1261

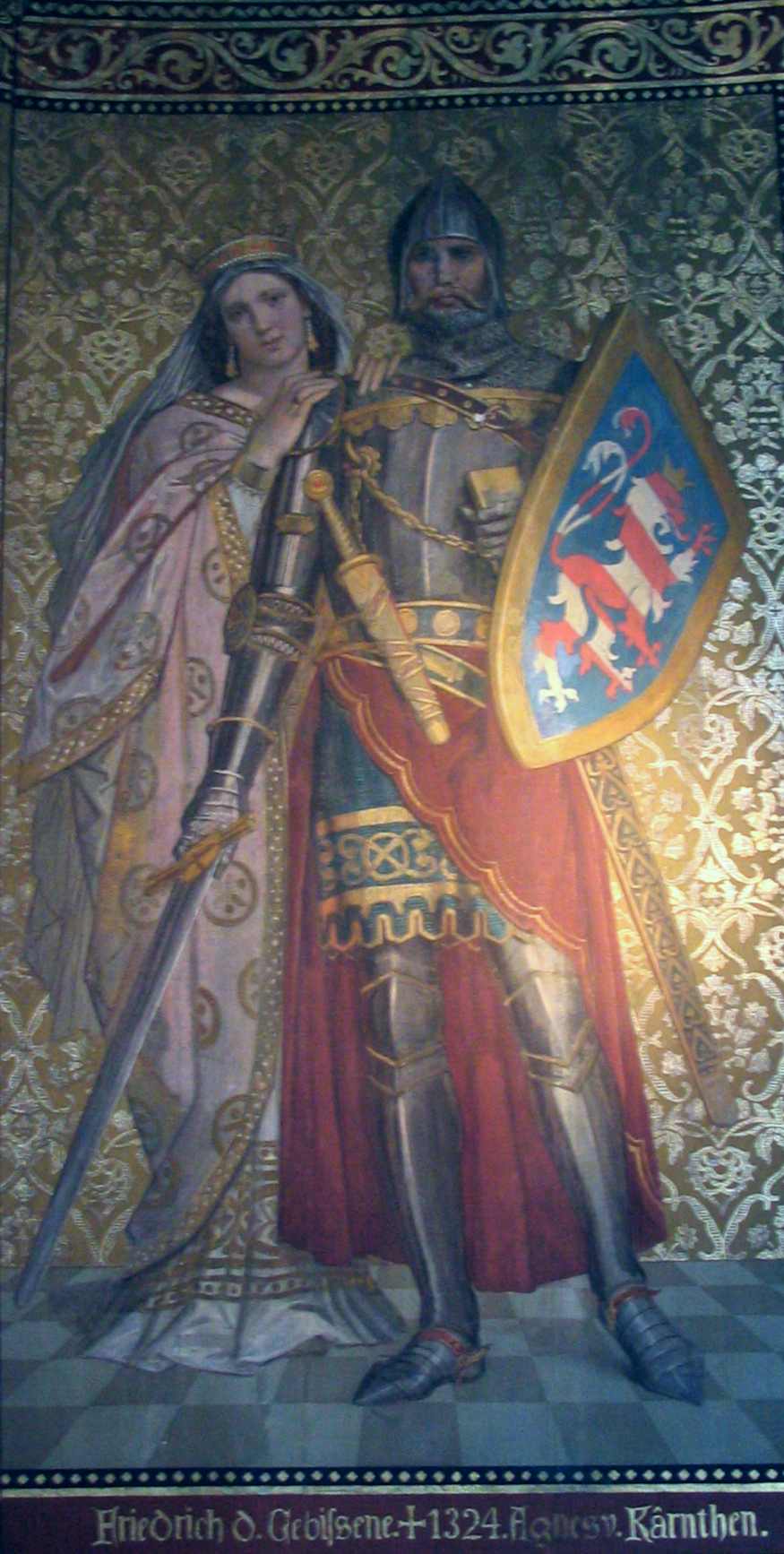
Frédéric Ier le Mordu, né en 1257.

Cette page dresse une liste de personnalités nées au cours de l'année 1257 :
- 24 mars : Yolande de Lusignan, comtesse de la Marche.
- 14 octobre : Przemysl II de Pologne, roi de Pologne de la dynastie des Piasts.
- 16 novembre: Frédéric Ier le Mordu, comte palatin de Saxe, margrave de Misnie, landgrave de Thuringe.

- Béatrice de Bourgogne, dame de Bourbon, comtesse de Charolais.
- Marie de Hongrie, reine consort de Naples et d'Albanie.
- Mohammed III al-Makhlu, ou Abû `Abd Allah al-Makhlû` Mohammed ben Mohammed, troisième émir nasride de Grenade.

## Crédit d'auteurs
- Cet article est partiellement ou en totalité issu de l'article intitulé « 1257 » (voir la liste des auteurs).